# Flugplatz Langenlonsheim

i7
i11
i13
Der Flugplatz Langenlonsheim (ICAO-Code: EDEL) ist ein Sonderlandeplatz in der rheinland-pfälzischen Ortsgemeinde Langenlonsheim auf flacher Ebene. Der Flugplatz ist zugelassen für Motorflugzeuge mit einem zulässigen Höchstgewicht bis 2 t, Hubschrauber, Motorsegler, Segelflugzeuge sowie Ultraleichtflieger. Die Start- und Landebahn 01/19 ist 450 Meter lang.
Platzhalter ist der zweitgrößte Flugsportverein in Rheinland-Pfalz mit rund 250 Mitgliedern, der Aero-Club Rhein-Nahe. Der Aero Club ging 2007 aus einer Fusion der beiden Vereine Aero-Club Bingen-Langenlonsheim und Flugsportverein Bad Kreuznach hervor.